# Jitopadesa
El Jitopadesa es una colección de fábulas en idioma sánscrito, en prosa y verso, escrito antes del siglo XIV.

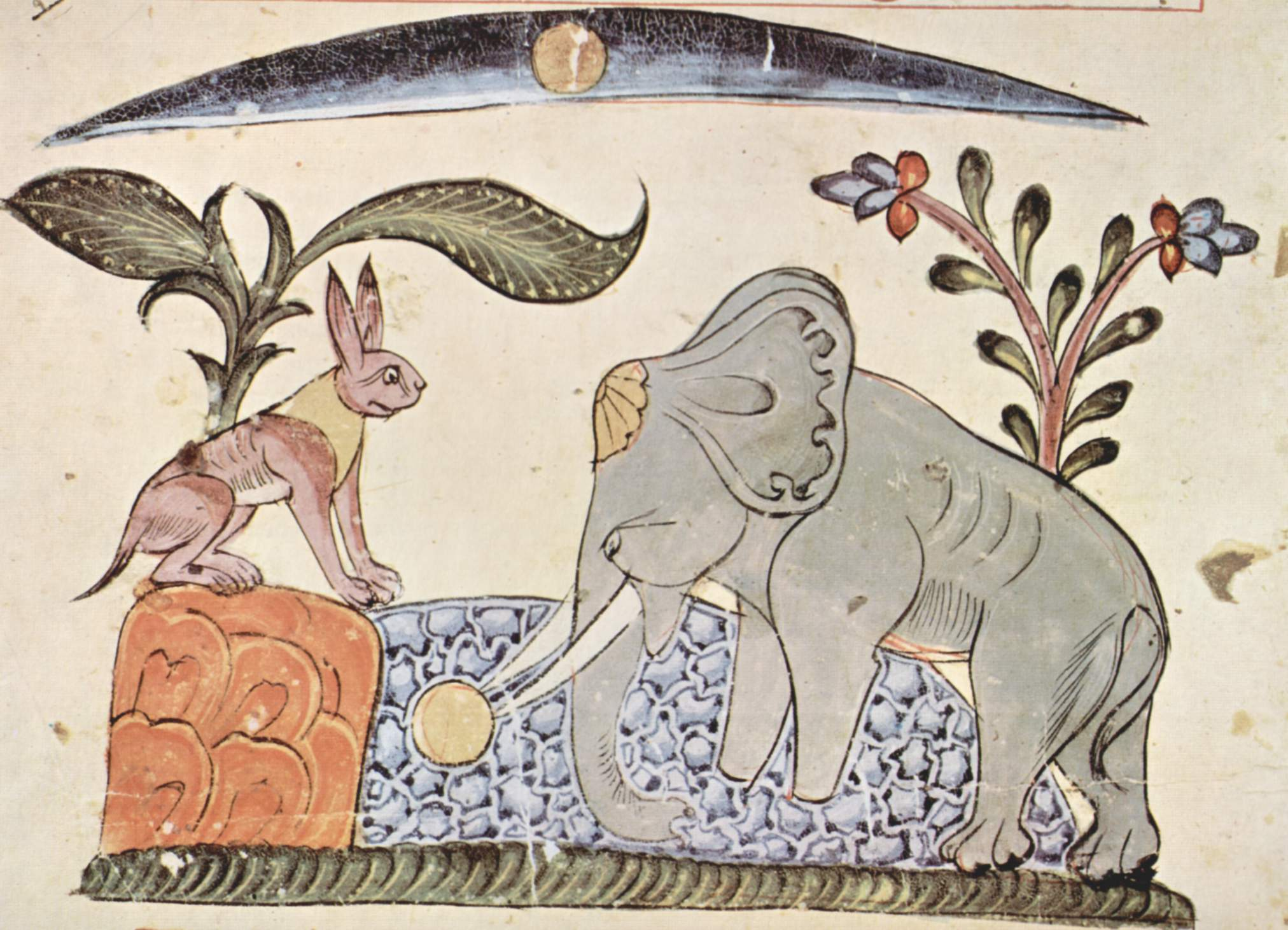
Ilustración de una edición siria del Pañcha tantra datada en 1354. El conejo engaña al rey de los elefantes al mostrarle el reflejo de la Luna.

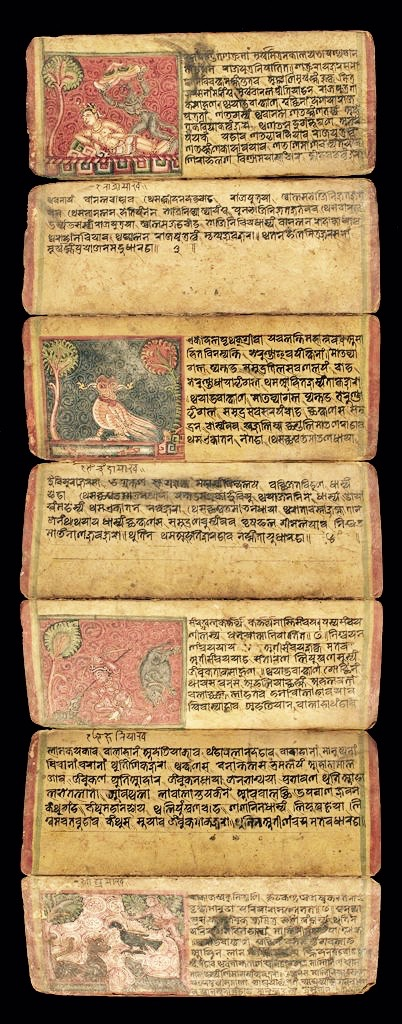

## Nombre
- hitopadeśa, en AITS (alfabeto internacional de transliteración sánscrita).
- हितोपदेश, en escritura devánagari del sánscrito.
- Etimología: ‘instrucciones beneficiosas’ (siendo hitá: ‘amistoso’, y upadesa: ‘consejo’).

Es una versión libre del texto sánscrito Pañcha-tantra (‘cinco hilos’).

## Autor
La única pista sobre la identidad del autor del Jitopadesha se encuentra en los versos finales de la obra, que presentan el nombre de Naraian Pandit y mencionan el patrocinio de un rey llamado Dhavala Chandra (aparentemente de Bengala Occidental).[cita requerida]
No se conoce ninguna otra obra de este autor, y el rey mencionado no se ha detectado en otras fuentes.
Naraian podría haber sido un pandit (erudito) y gurú empleado en la corte del rey.
Como los versos de invocación y final evocan al dios Sivá, es posible que Naraian haya sido shivaísta.
Escrito originalmente en sánscrito, las historias de su libro han viajado a varias partes del mundo.

## Contenido
El Jitopadesha es uno de los libros más leídos en la India.
Son historias cortas que tienen el tesoro inestimable de la moralidad y el conocimiento.
Después del Bhagavad-gītā, el Jitopadesha se considera el texto religioso más vendido en la India.
Los cuentos de Jitopadesha están escritos de una manera muy didáctica, con moralejas claras.
Los protagonistas son todos animales y aves hablantes.
El autor del Jitopadesha, Naraian, dice que el objetivo principal de crear el Jitopadesha es instruir a las mentes jóvenes de una manera que ellos aprenden la filosofía de la vida y sean capaces de convertirse en adultos responsables.
El texto narra que el rey Sudarshana, preocupado por la educación de sus jóvenes príncipes, le encarga la enseñanza de la moral a un bráhmana (sacerdote) llamado Visnú Sarma (quien en realidad es considerado el autor del Pañcha tantra).

## Traducciones
La obra ha sido traducida a los idiomas más importantes del mundo.
El emperador Akbar (1542-1605) hizo que su ministro Abdul Fazel la tradujera al persa.
Fazel adaptó el texto en un estilo familiar bajo el título de Criterios de la sabiduría, y le agregó explicaciones.
El emperador sugirió que se abreviaran las oraciones religiosas que a menudo interrumpen las narraciones.
Después de sir William Jones, que lo leyó por primera vez en 1786 y anunció su «descubrimiento» (?), fue traducida al inglés por Charles Wilkins, quien había hecho la primera traducción al inglés del Bhagavad-gītā.
En 1861 se publicó en Londres una traducción al inglés de sir Edwin Arnold, director del Puna College, en Pune (India).